# المدرسة البلاغية بغزة
كانت مدرسة غزة البلاغية تضم مجموعة من العلماء المؤثرين المتمركزين في غزة في أواخر العصور القديمة (القرنين الخامس والسادس)، وقد أظهر العديد منهم علاقة بين المعلم والتلميذ وشاركوا كخطباء في الحياة العامة المحلية.    ومن بين رؤساء المدرسة المشهورين إينيس، وبروكوبيوس، وخوريسيوس.

## وصف المدرسة
لعبت البلاغة دورًا مهمًا في جميع أنحاء العالم القديم، ليس فقط في الشعر وفن الإقناع ولكن أيضًا بشكل مباشر في تدريب المحامين والخطباء والمؤرخين والعلماء والسياسيين والقضاة. وعلى الرغم من أن ليبانوس قد أشار بالفعل إلى أن غزة كانت "ورشة بلاغة"، إلا أن ذروة الممارسة البلاغية بدأت منذ منتصف القرن الخامس فصاعدًا مع مجموعة المثقفين الذين شكلوا مدرسة غزة البلاغية. فقد كانت المدينة تفتخر بمكتبة مهمة يمكن أن تُنافس إلى حد ما مكتبة أثينا والإسكندرية وبيروت والقسطنطينية، والتي كتب فيها المؤرخ البيزنطي بروكوبيوس القيصري سيرة فاضحة للإمبراطورة ثيودورا. فكما أصبحت بيروت مركزاً للدراسات القانونية النخبوية، أصبحت غزة موطناً للدراسات التقليدية وتُعد المدينة "الجامعية" الأولى للفلسفة.
شمل الإنتاج العلمي والبلاغي للمدرسة في غزة الأشكال الهيلينية التقليدية الشائعة لدى النخبة المسيحية المتعلمة تقليديًا في ذلك العصر. فكما هو الحال في أماكن أخرى، انقضت الفترة الأولية من القلق وعدم اليقين التي كان يُنظر بها إلى الأدب الكلاسيكي والتعليم الهلنستي، واعتبر العلماء التعليم الكلاسيكي ذا قيمة لتدريب المسيحيين. وهكذا، ذكر كوريسيوس الغزاوي في مدحه للأسقف مرقيان أنه من المهم للأسقف أن يتدرب على الأدب المسيحي والوثني. تأثر كل من بروكوبيوس وأينيس-غزة بالأفلاطونية الحديثة التي قاما بتجميعها مع الأفكار المسيحية الأرثوذكسية المبكرة.
ومن بين مجموعات الكتابات المهمة التي بقيت على ولم تندثر نجد الرسائل التي جرى تبادلها في غزة وأيضًا مع العلماء في الإسكندرية خلال هذا الوقت. كان العديد من أعضاء مدرسة غزة قد التحقوا بمدارس الإسكندرية بأنفسهم، ومن بينهم بروكوبيوس وأينيس وزكريا ريتور، وقد أُطلق على غزة في بعض الأحيان اسم "مستعمرة الإسكندرية الثقافية".
ومثلما كان شائعًا في المدارس البلاغية، كان المعلمون الفرديون يجذبون دائرة من التلاميذ. ويُقدِّم هؤلاء المعلمون مؤلفات لطلابهم لتكون بمثابة نماذج وكذلك لتعليقاتهم بينما يُقدم الطلاب خطاباتهم إلى المعلم للنقد. وإلى جانب البلاغة، كانت هناك مواد أخرى يجري تدريسها في المدرسة هي القانون والقواعد والمنطق والفلسفة وربما اللاتينية والتي كان من الممكن أن تكون مفيدة لمزيد من دراسة القانون في بيروت. ويبدو أن الجمهور قام بتمويل كرسيي بروكوبيوس وخوريسيوس.

## التفاعلات داخل المجتمع الغزاوي
وكان أعضاء المدرسة أيضًا على اتصال وثيق مع العديد من المجتمعات الرهبانية في منطقة غزة. وهكذا استشار إينياس الغزاوي أبا إشعياء المتفرد في الكتابات الفلسفية لأفلاطون وأرسطو وبلونتيوس، بينما تأثر التعليم النسكي للشخصيات الرهبانية مثل دوروثيوس الغزاوي بالبيئة الفكرية في غزة التي حفزها أعضاء المدرسة. يقترح إريك ويلر أن بروكوبيوس كان مُعلم دوروثيوس، وأن بروكوبيوس هو السفسطائي غير المسمى المذكور في خطاب دوروثيوس 2.36.
لا يُعرف الكثير عن تكوين تلاميذ مدرسة غزة، ولكن من المحتمل أنها ضمت إلى جانب سكان غزة أيضًا طلابًا من فلسطين الكبرى واليهود والعرب الغساسنة. 

## تأثير المدرسة
يقول المؤرخ نور مصالحة أن المدرسة البلاغية في غزة ساعدت في تحويل فلسطين البيزنطية إلى «واحدة من أهم مراكز التعلم والنشاط الفكري في العصور القديمة المتأخرة»، حتى أنها تتفوق على المدن الكبرى الأخرى في منطقة البحر الأبيض المتوسط، وهي أثينا والإسكندرية. ويكتب أن «القوة الناعمة» التي تمثلها المدرسة ومكتبة قيصرية-فلسطين المعاصرة منحت فلسطين درجة من الحكم الذاتي المحلي في العصر البيزنطي.

## أشهر أعضاء المدرسة
من أشهر أعضاء المدرسة البلاغية في غزة:
- اينيس غزة، فيلسوف أفلاطوني جديد (حوالي 450-518 م)
- كوريسيوس غزة، سفسطائي وخطيب (520 م)
- يوحنا الغزاوي، النحوي والشاعر (525 م)
- مرقيانوس غزة، أسقف غزة (536 م)
- بروكوبيوس غزة، سفسطائي وخطيب (465–528 م)
- بروكوبيوس القيصري (غير مؤكد)، عالم ومؤرخ (حوالي 500-565 م)
- تيموثاوس الغزاوي (غير مؤكد)، نحوي (512 م)
- زكريا ريتور، أسقف ومؤرخ كنسي (توفي قبل 553 م)